# خط ماژینو

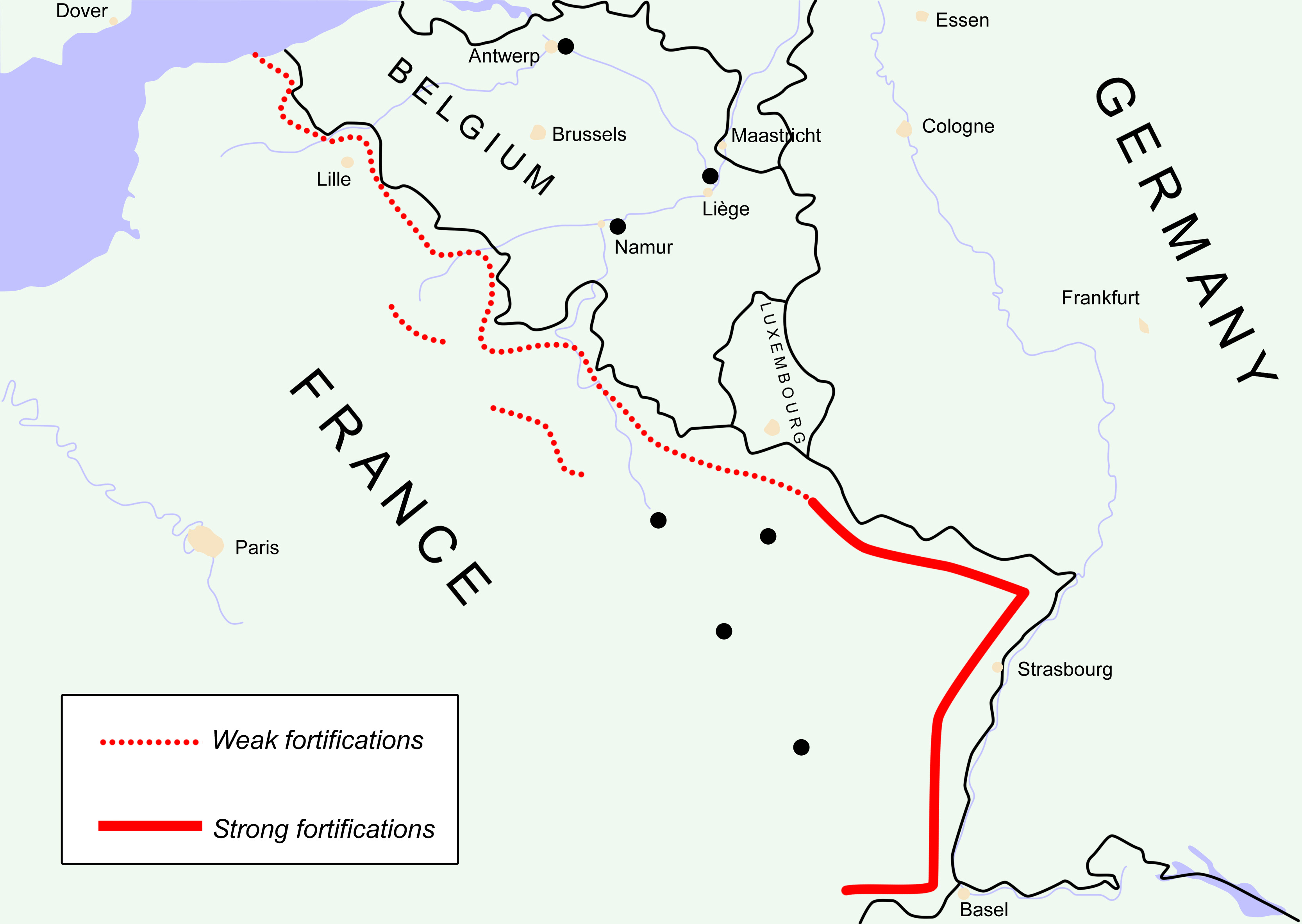
ماژینو بر روی نقشه؛ نقطه‌چین: استحکامات ضعیف، خط ممتد: استحکامات قوی

خط دفاعی ماژینو (به فرانسوی: Ligne Maginot) خط دفاعی بود که پیش از جنگ جهانی دوم توسط فرانسه‌ در مرز با آلمان احداث شد و شامل یک رشته استحکامات به طول ۳۲۲ کیلومتر بود. احداث این خط دفاعی بیش از ده سال به طول انجامید. نقاط حساس و مستحکم این خط دفاعی دارای تسلیحات و تجهیزات اضافی بودند. این نقاط دارای تونل‌های زیرزمینی مخازن مهمات و محل‌هایی برای استقرار سربازان بودند که مجهز به تهویه برای محافظت سربازان در برابر حملات شیمیایی بود. استحکامات شامل توپ‌خانه‌ها، خمپاره‌اندازها و مسلسل‌های گوناگون بود.
خط ماژینو که به نام وزیر جنگ فرانسه، آندره ماژینو، نام‌گذاری شد، نواری بود متشکل از استحکامات بتنی، موانع تانک، مواضع توپخانه‌ای، سنگرهای تیربار و دیگر پدافندهایی که فرانسه آن را با توجه به تجربه جنگ جهانی اول و در آستانه جنگ جهانی دوم در امتداد مرز خود با آلمان ایجاد کرد. فرانسه این استحکامات را ایجاد کردند تا در صورت مورد حمله واقع شدن زمان کافی برای تحرک داشته باشد و نیروهای فرانسوی بتوانند برای یک رویارویی قاطع با نیروهای آلمانی به بلژیک منتقل شوند. موفقیت نبرد ایستا و تدافعی در جنگ جهانی اول عامل اصلی بروز این ایده در فرانسوی‌ها بود. هزینه نگهداری آن بالا بود و متعاقباً باعث کمبود بودجه در سایر بخش‌های ارتش فرانسه شد.
گرچه این سیستم می‌توانست تهاجم مستقیم را به‌طور موفق دفع کند؛ ولی از نظر راهبردی بی‌تأثیر بود، چرا که آلمانی‌ها از طریق بلژیک حمله خود را صورت داده و ارتش فرانسه را شکست دادند. آلمان خط ماژینو را از طریق جنگل آردن و کشورهای همسایه به‌طور کامل دور زد و فرانسه را در طول ۶ هفته تسخیر کرد.

## اهداف
فرانسه خط دفاعی ماژینو را برای مقابله با تهاجم احتمالی آلمان احداث کرد. هدف این خط دفاعی متوقف کردن حمله آلمانی‌ها تا هنگام بسیج نیروهای ارتش فرانسه و استفاده از آن به عنوان نطقه آغاز ضدحملات این کشور بود.

## برنامه‌ریزی
طرح ایجاد خط ماژینو، اولین بار توسط مارشال ژوفر ارائه شد. افراد مانند پل رنو و شارل دوگل که سرمایه‌گذاری در نیروی زرهی و هوایی را بیشتر به مصلحت می‌دانستند، با او مخالفت کردند. ژوفر از حمایت هنری فیلیپ پتن برخوردار بود و همچنین تعدادی گزارش و حکم‌های موافق از سوی دولت وجود داشت. کسی که نهایتاً دولت را راضی کرد تا در این طرح سرمایه‌گذاری کند آندره ماژینو بود. ماژینو سابقه شرکت در جنگ جهانی اول را داشت و بعدها وزیر امور معلولان جنگ و سپس وزیر جنگ شد.
بخشی از احساس نیاز به خط ماژینو به دلیل تلفات سنگین فرانسه در جنگ جهانی اول و تأثیری که بر روی جمعیت فرانسه گذاشته بود ایجاد شده بود. کاهش نرخ زاد و ولد در طول و پس از جنگ جهانی اول و کاهش جمعیت مذکر و جوان، باعث شد تا در اواسط دهه سوم سده بیستم میلادی، ارتش فرانسه با کمبود سرباز مواجه شود. به دلیل کمبود نیروی انسانی، سران فرانسه مجبور بودند بیشتر افراد مسن‌تر را به خدمت بگیرند که سازماندهی آن‌ها نیز بیشتر به طول می‌انجامید و همچنین به اقتصاد فرانسه لطمه می‌زد، زیرا این افراد باید شغل خود را رها می‌کردند و به جنگ می‌رفتند؛ بنابراین ایجاد مواضع دفاعی و ایستا نه تنها برای کسب زمان، بلکه برای کاهش استفاده از نیروی متحرک برای دفاع از یک منطقه در دستور کار قرار گرفت.

## احداث
نخستین و مستحکم‌ترین بخش‌های خط ماژینو بین سال‌های ۱۹۳۰ تا ۱۹۳۶ در شمال آلزاس و لورن احداث شد. دو خط از استحکامات دائمی در امتداد مرز آلمان بنا گردید. یکی تحت عنوان منطقه استحکامات متس، از لونگویون تا رود زار و دیگری با عنوان منطقه استحکامات لوته، از بیتش تا رود راین کشیده شده بود. فاصله ۵۰ کیلومتری بین این دو منطقه که با نام «شکاف زار» شناخته می‌شد، بدون استحکامات باقی‌ماند؛ چرا که منطقه زارلاند آلمان همچنان تحت اشغال فرانسه بود. همزمان چندین خط سنگرهای بتنی از آگنو تا مرز سوئیس در جنوب، در طول رود راین ایجاد گشت. به جهت این که بلژیک به عنوان متحد فرانسه، در حال ساخت استحکامات دفاعی در مرز خود با آلمان بود، ارتش فرانسه مرز این کشور با بلژیک را بجز دو خط کوتاه در اراضی جنگلی رِم در نزدیکی والنسین و مورمال در نزدیکی موبوژ، بدون استحکامات باقی‌گذاشت.
در واکنش به ورود مجدد نیروهای آلمانی به زارلاند و اعلام بی‌طرفی بلژیک، بین سال‌های ۱۹۳۶ تا ۱۹۳۹ مجوعه دومی از استحکامات احداث گردید. ارتش فرانسه ناحیه استحکامات گتس و لوته را با ایجاد استحکامات دائمی در غرب متس از لونگویون تا مونمدی و دیگری در غرب لوته از بیتش تا سارگمین، طولانی‌تر کرد. همچنین خطی از استحکامات در شکاف ساز پدید آمد. در نهایت تعدادی از مواضع دفاعی نیز در شمال موبوژ جهت سد کردن مسیر تهاجم از بلژیک، ساخته شد. با وجود تمایل به همانند ساختن استحکامات جدید به استحکامات اولیه، محدودیت‌های بودجه ارتش فرانسه را وادار به بازگردانی و به تاخیر انداختن احداث استحکامات ثانویه نمود. این مسئله عواقب جدی در برداشت و با وجود سال‌ها ساخت‌وساز مواضع دفاعی فرانسه از مرز سوئیس تا کانال مانش همچنان دارای شکاف و قسمت‌های ضعیفی بود.

## سازمان
اگر چه اصطلاح «خط ماژینو» یک خط دفاعی باریک و استحکام بندی شده را تداعی می‌کند، این خط تا حد زیادی عمیق بود و عمقش در مناطق مختلف از ۲۰ تا ۲۵ کیلومتر متفاوت بود. خط شامل مجموعه پیچیده‌ای از نقاط مستحکم، دژهای مختلف، و ساختمان‌های نظامی مانند پست‌های حفاظت مرزی، مراکز ارتباطی، پناهگاه‌های پیاده‌نظام، سنگرها، پست‌های توپخانه، مسلسل، آتشبارهای ضدتانک، انبار مهمات، زیرساخت‌های متنوع، پست‌های دیده‌بانی، و … می‌شد. این ساختارها خود وظیفه پشتیبانی از یک خط اصلی دفاع را داشتند که از «ouvrage» های به شدت مسلح شده تشکیل می‌شد. این بخش را می‌توان دژهای اصلی دفاعی ترجمه کرد.
از جلو تا پشت خط، ساختارها به این نحو چیده شده بود:
- خط پست مرزی (۱): شامل بلوک‌ها و خانه‌های مستحکمی که معمولاً به صورت مناطق مسکونی با ظاهر غیرنظامی استتار شده بودند و به زحمت چندین متر از مرز فاصله داشتند و در ان نیروهایی به منظور هشدار دادن فوری در صورت حمله غافلگیرانه و همچنین به تأخیر انداختن حرکت تانک‌های دشمن حضور داشتند. بدین منظور مواد منفجره و سنگرهایی تعبیه شده بود.
- خط پاسگاه‌ها و نقاط تدارک رسانی (۲): در حدود ۵ کیلومتر آن سوی مرز، خطی از بلوک‌های ضدتانک به منظور به تأخیر انداختن و متوقف کردن حمله زرهی احتمالی از سوی دشمن ایجاد شده بود تا خدمه خط دفاعی اصلی فرصت کافی برای آماده شدن را داشته باشند. این پاسگاه‌ها گذرگاه‌های موجود در خط اصلی را نیز پوشش می‌دادند.
- خط اصلی دفاعی (۳): از خط ۱۰ کیلومتری مرز شروع می‌شد. پیش از این خط، موانع فلزی ضدتانک به صورت شش ردیفه و با ارتفاعی از ۷۰ سانتی‌متر تا ۱٫۴ متر و با عرض ۲ متر موجود بود. این موانع ضدتانک در تمامی طول جبهه به طول صدها کیلومتر وجود داشتند و تنها در مناطقی که دژهای متراکم، رودخانه‌ها و عوارض زمینی غیرقابل عبور وجود داشت قطع می‌شدند. موانع ضدتانک بلافاصله، با مواضع ضدنفر که شبکه متراکمی از سیم‌های خاردار بود تقویت می‌شد. با وجود نرده‌های ضدتانک، بستن راه‌های ارتباطی در شکاف‌های میان موانع ضدتانک در مواقع ضروری نیز ممکن بود.
- پناهگاه‌های پیاده‌نظام (۴): این پناهگاه‌ها با مسلسل‌های دوگانه (در فرانسوی اختصاراً JM) و آتشبارهای ۳۷ میلیمتری یا ۴۷ میلیمتری ضدتانک مجهز شده بودند. این پناهگاه‌ها ممکن بود یگانه (با قابلیت آتشباری در یک جهت) یا دوگانه (دو اتاق کنترل آتش، در دو جهت متفاوت) باشند. پناهگاه‌های مذکور عموماً دو طبقه بودند، یک طبقه به منظور آتش‌باری و یک طبقه زیرساختی/پشتیبانی که به منظور تأمین خدمات رفاهی و رزمی (واحدهای تأمین برق، ذخایر آب، سوخت، غذا، تهویه هوا و …) شده بود. پناهگاه‌های پیاده‌نظام معمولاً دو نقطه مخصوص آتش باری در بالای خود داشتند. این دو نقطه به منظور استقرار مسلسل یا پریسکوپ‌های دیده‌بانی مورد استفاده قرار می‌گرفتند. خدمه آن‌ها بین ۲۰ تا ۳۰ نفر بود.
- اورجس‌های کوچک (۵): این دژهای کوچک خطوط پناهگاه‌های پیاده‌نظام را تقویت می‌کردند. پناهگاه‌های متعدد پیاده‌نظام که با شبکه‌ای از تونل‌های زیرزمینی به هم متصل شده بودند بخش اصلی این خط بودند. به همراه این‌ها ساختارهای زیرزمینی مانند ژنراتورهای برق، پناهگاه، سیستم‌های تهویه، سالن‌های غذاخوری، درمانگاه و انبارهای تدارکات موجود بود. تعداد خدمه این بخش بین ۱۰۰ تا ۲۰۰ نفر بود.
- اورجس‌ها (۶): مهم‌ترین بخش از خط ماژینو را این استحکامات تشکیل می‌دادند و دارای مستحکم‌ترین ساختار و سنگین‌ترین توپخانه موجود بودند. هر کدام از این ouvrageها شامل حداقل «شش سیستم بانکری پیشین» یا «بلوک‌های رزمی» به همراه دو ورودی، و شبکه از تونل‌های زیرزمینی دارای راه‌آهن به منظور ارتباط میان پناهگاه‌ها بود. بلوک‌های جداگانه درای زیرساخت‌هایی مانند ایستگاه‌های تأمین برق، سیستم‌های مستقل تهویه، پادگان‌ها و سالن‌های غذاخوری، آشپزخانه، مخازن آب و سیستم‌های توزیع آن، تلمبه‌ها، انبارهای مهمات، کارگاه‌ها و بخش‌های ذخیره‌سازی، انبارهای نگه‌داری مواد خوراکی و … داشتند. خدمه این بخش بین ۵۰۰ تا ۱۰۰۰ نفر بود.
- پست‌های دیده‌بانی (۷): این پست‌ها بیشتر روی تپه‌ها ایجاد می‌شدند تا دید مناسبی از منطقه داشته باشند. هدف اصلی این پست‌ها هدایت آتش توپخانه و گزارش دادن از پیشروی و تحرکات واحدهای کلیدی دشمن بود. پست‌ها با پناهگاه‌های بتنی و نقاط آتش‌باری زره‌پوش با وسایل اپتیکی با دقت بالا تقویت شده بودند و با سایر استحکامات از طریق تلفن‌های میدانی و فرستنده‌های بی‌سیم (معروف به T.S.F) ارتباط داشتند.
- شبکه تلفنی (۸): تمامی استحکامات موجود در خط ماژینو از جمله پناهگاه‌ها، استحکامات توپخانه‌ای و پیاده‌نظام، پست‌های دیده‌بانی و پناهگاه‌های زیرزمینی از طریق این شبکه با هم در ارتباط بودند. دو خط تلفن به صورت موازی در طول استحکامات وجود داشت تا در صورت قطع یکی از خطوط، از طریق خط دوم ارتباط برقرار شود. در طول کابل‌های ارتباطی جاهای مخصوصی وجود داشت تا سربازان ساکن در جبهه از آن استفاده کنند.
- پناهگاه‌های ذخیره پیاده‌نظام (۹): این پناهگاه‌ها ۵۰۰ تا ۱۰۰۰ متر پشت خط اصلی قرار داشتند. پناهگاه‌های مذکور، سنگرهای بتونی زیرزمینی بودند که برای جای دادن تا یک گروهان از نیروهای پیاده (۲۰۰ تا ۲۵۰ نفر) طراحی شده بودند، و دارای امکاناتی مانند ژنراتورهای برق، سیستم تهویه، منبع آب، آشپرخانه و سیستم گرمایشی بودند که به ساکنان آن‌ها امکان می‌داد در صورت وقوع حمله، مقاومت کنند. آن‌ها علاوه بر این نیز می‌توانستند به عنوان ستاد محلی و پایگاهی برای انجام ضدحمله استفاده شوند.
- نواحی سیل‌گیر (۱۰): مخزن‌های طبیعی یا رودهایی بودند که می‌توانست در صورت نیاز پر از آب شوند و لذا مانعی اضافی در صورت حمله دشمن به‌شمار می‌آمدند.
- نواحی امن (۱۱): در نزدیکی استحکامات عمده ساخته شده بودند تا برای پرسنل استحکامات امکان رسیدن به موضع نبردشان را در کوتاه‌ترین زمان ممکن در صورت یک حمله ناگهانی یا پنهانی در زمان صلح را فراهم کند.
- انبارهای آذوقه (۱۲)
- انبار مهمات (۱۳)
- سیستم راه‌آهن کم‌عرض (۱۴): شبکه‌ای از راه‌آهن باریک ۶۰۰ میلیمتری از دپوهای آذوقه به استحکامات عمده برای رساندن مهمات و آذوقه ساخته شده بود که تا ۵۰ کیلومتر طول داشتند. لوکوموتیوهای زره‌پوش با موتور بنزین سوز قطارهای تدارکات را در این خط‌های باریک حرکت می‌دادند. (سیستمی مشابه با موتورهای بخار زره‌پوش قبلاً در ۱۹۱۴ تا ۱۹۱۸ ایجاد شده بود).
- خطوط انتقال برق پرفشار(۱۵): این خطوط که در سطح زمین بودند اما بعداً به زیرزمین منتقل شدند، برق را به استحکامات پرشمار می‌رساندند.
- توپخانه سنگین ریلی (۱۶): این توپخانه هابه وسیله لوکوموتیو به مواضع از پیش طراحی شده منتقل می‌شدند تا توپخانه مستقر شده در استحکامات را، که برد آن‌ها به ۱۰ – ۱۲ کیلومتر محدود شده بود، پشتیبانی کند.

## فهرست

### اورج‌ها
تعداد ۱۴۲ اورج، ۳۵۲ موضع توپ‌خانه‌ای، ۷۸ پناهگاه، ۱۷ پست دیده‌بانی و حدود ۵۰۰۰ سنگر در خط ماژینو وجود داشت.

### سنگرهای زرهی
این سنگرها انواع مختلفی دارند. تمامی آن‌ها از فولاد ساخته می‌شوند و غیرقابل جمع شدن هستند.
- رایج‌ترین نوع این سنگرها پست تیربار می‌باشد که از ۳ یا ۴ منفذ تشکیل می‌شود. این منافذ را می‌توان با تیربار، دوربین یا خمپاره‌انداز ۵۰ میلی‌متری تجهیز کرد یا این که برای دید مستقیم به کار گرفت. گاهی اوقات پیریسکوپی نیز در بالای سنگر قرار می‌گیرد. ۱۱۱۸ عدد از این نوع سنگر در خط ماژینو وجود دارد. تقریباً در بالای هر یک از مواضع و پناهگاه‌ها ۱ یا ۲ سنگر GFM وجود دارد.
- سنگرهای JM مانند سنگرهای GFM هستند با این تفاوت که تنها یک منفذ دارند که دو تیربار در آن قرار می‌گیرد. ۱۷ سنگر JM در خط موجود است.
- ۷۲ سنگر AM (سنگری در نوع چند نوع سلاح) مجهز به تیربار و تفنگ ضدتانک ۲۵ میلی‌متری در خط وجود دارد. بعضی از سنگرهای AM به سنگرهای GFM تبدیل شدند (عدد مزبور برای سنگرهای GFM موارد تبدیل شده را شامل نمی‌شود)
- ۷۵ سنگر LG (نارنجک‌انداز) در این خط ساخته شده‌است. این سنگرها به‌طور کامل در پوششی از بتن قرار می‌گرفتند و تنها یک منفذ برای پرتاب نارنجک به منظور دفاع نزدیک داشتند.

۲۰ سنگر VP (دید پریسکوپی و دیدبانی) در خط وجود دارد. این سنگرها می‌توانستند با انواع پریسکوپ‌ها تجهیز شوند و کاملاً توسط بتن پوشیده شده بودند.
- سنگرهای VDP (به معنی دید مستقیم و پریسکوپی) مانند VP هستند؛ ولی ۲ یا ۳ دریچه برای دید مستقیم نیز دارند، در نتیجه با سیمان پوشیده نمی‌شدند.

### برجک‌های جمع شونده
خط دفاعی تشکیل شده از این برجک‌ها شامل انواع زیر از بود:
- ۲۱ برجک ۷۵ میلی‌متری (۳ اینچی) مدل ۱۹۳۳
- ۱۲ برجک ۷۵ میلی‌متری (۳ اینچی) مدل ۱۹۳۲
- ۱ برجک ۷۵ میلی‌متری (۳ اینچی) مدل ۱۹۰۵
- ۱۷ برجک ۱۳۵ میلی‌متری (۳/۵ اینچی)
- ۲۱ برجک ۸۱ میلی‌متری (۲/۳ اینچی)
- ۱۲ برجک برای تسلیحات ترکیبی (AM)
- ۷ برجک برای تسلیحات ترکیبی به علاوه یک خمپاره ۵۰ میلی‌متری (۲ اینچی)
- ۶۱ برجک شامل مسلسل

### توپخانه

#### توپهای ضد تانک
- توپ ۲۵ میلی‌متری SA Mle1934
- SA-L Mle1937 (Puteaux) L/72

## ویژگی‌ها
مشخصه‌های دفاعی آن‌ها بسیار بالا بود، همراه با مجتمع‌های بتونی برای هزاران نفر که آن‌ها را به هم متصل می‌کرد. ۴۵ استحکامات اصلی در فواصل ۱۵ کیلومتری، ۹۷ استحکامات کوچک‌تر و ۳۵۲ پناهگاه توپ‌بین آن‌ها همراه با صدها کیلومتر تونل وجود داشت. در آرایش توپخانه اقدامات محافظتی به گونه‌ای لحاظ شده بود که هر خط می‌توانست خط بعدی را بدون آنکه آسیبی ببیند، مستقیماً بمباران کند. بزرگترین توپ‌ها، توپ‌های ۱۳۵ میلیمتری استحکامات نظامی بود. تسلیحات بزرگتر بخشی از نیروهای متحرک بودند و پشت خطوط مستقر شده بودند.
تبلیغاتی که دربارهٔ این خط دفاعی انجام شده بود، آن را دارای سازه و ساختاری بسیار مستحکمتر از آنچه که واقعاً هست، نشان می‌داد. تصاویر، معابر متعدد متصل به هم و در هم تنیده را همراه با پایانه‌های راه‌آهن و سینماهای زیر زمینی نشان می‌داد. این تصاویر باعث قوت قلب غیرنظامیان متفقین می‌شد.

## تاریخچه عملیاتی

### تهاجم آلمان
اواخر ماه اوت سال ۱۹۳۹ با پیش‌بینی اقدام نظامی آلمان، ارتش فرانسه شروع به استقرار نیروهای خود در خط ماژینو کرد. پس از آغاز جنگ، روز ۳ سپتامبر این مواضع در شرایط کاملا عملیاتی بودند. نیروهای حاضر در این استحکامات از درگیر شدن با نیروهای ورماخت و گشودن آتش بر روی دشمن بدون اجازه فرمانده بخش منع گشتند. با این حال در اقدامی صرفا سیاسی، ۱۱ لشکر از نیروهای فرانسوی با گذر از مرز وارد خاک آلمان شدند. پیشروی این نیروها با مقاومت چندانی مواجه نگردید. در ادامه با افزایش مقاومت آلمانی‌ها، روز ۱۲ سپتامبر پس از کمتر از ۲۰ کیلومتر پیشروی و اشغال حدود دویست کیلومتر مربع و ۲۰ روستا، حرکت فرانسوی‌ها درون خاک آلمان متوقف شد. با انتظار ضد حمله آلمان پس از غلبه بر لهستان، روز ۳۰ نوامبر فرمان به بازگشت نیروهای فرانسوی به پشت خط ماژینو صادر گشت. بین روزهای ۱۶ تا ۲۴ اکتبر ضد حمله آلمانی‌ها نیروهای پوششی فرانسه را نیز عقب راند و اراضی اشغالی را پاکسازی کرد. خط ماژینو اجازه ادامه عملیات تهاجمی نیروهای آلمانی به آن سوی مرز را نداد. بیشتر مجموع این درگیری‌ها فراتر از برد توپخانه خط ماژینو به وقوع پیوست و این استحکامات نقش کم‌رنگی در آن داشتند.
با استقرار نیروهای بیشتری از فرانسه و بریتانیا در طول مرز، مهندسان اقدام به تقویت و گسترش هر چه بیشتر استحکامات حتی در قوی‌ترین قسمت‌های آن کردند. فرانسه همچنین حدود ۷۶۰ هزار نفر از ساکنان غیر نظامی مناطق مجاور خط ماژینو را تخلیه نمود.
پس از اتمام نبرد لهستان، نیروهای آلمانی به مرزهای غربی منتقل شدند. در حد فاصل مرز مشترک، هر دو طرف اقدام به عملیات‌های شناسایی-اطلاعاتی و گلوله‌باران یکدیگر کردند. درگیری‌ها پراکنده مکررا به وقوع می‌پیوست اما عملیات رزمی قابل توجهی صورت نگرفت. شناسایی هوایی آلمان به صورت نظام‌مندی از استحکامات خط ماژینو عکس‌برداری نمود. در ابتدا برای نیروهای خط ماژینو محدودیت درگیری مقرر شده بود اما از ماه ژانویه سال ۱۹۴۰ این محدودیت‌ها کاهش یافت تا توپخانه آن اهداف آلمانی با اهمیت را هدف قرار دهد.
به هر صورت، عملیات تهاجم آلمان به فرانسه اساسا جهت حل مشکل خط ماژینو طرح‌ریزی شده بود. ورماخت عملیات خدعه ویژه‌ای برای نشان دادن آماده‌سازی برای تهاجم از "شکاف راین" و ناحیه راین علیا اجرا کرد که هدف از آن نگاه داشتن لشکرهای فرانسوی در آلزاس و لورن به دور مسیر اصلی حمله از طریق جنگل‌های آردن بود. آلمانی‌ها در ابتدا از حمله مستقیم به خط ماژینو خودداری کردند. در عوض یک ارتش در مقابل این خط قرار گرفت و دو گروه ارتش با نقض بی‌طرفی این کشورها، از بلژیک، هلند و لوکزامبورگ و جنگل‌های آردن عبور کردند و در شمال نیروهای خط ماژینو قرار گرفتند. با آغاز حمله در ۱۰ مه سال ۱۹۴۰، آلمانی‌ها پس از ۵ روز کاملاً داخل خاک فرانسه بودند.
روز ۱۴ ژوئن، ارتش یکم ورماخت عملیات ببر را اجرا کرد که طی آن خط ماژینو را در سنت اوالد و زاربروکن مورد هجوم قرار داد. استحکامات فرانسوی‌ها پس از عقب‌نشینی مدافعان به سمت جنوب در هم شکسته شد. روز ۱۵ ژوئن نیروهای ارتش هفتم ورماخت در عملیات خرس کوچک در کنار رود راین با نفوذ به استحکامات شهرهای کولمار و استراسبورگ، آن‌ها را نیز به تصرف درآوردند.

### تهاجم متفقین
ماه ژوئن سال ۱۹۴۴ خط ماژینو که در تصرف آلمانی‌ها بود، بار دیگر مورد حمله قرار گرفت. قسمت‌هایی از استحکامات نزدیک متس و شمال الزاس تا پایان سال ۱۹۴۴ درگیر تهاجم متفقین بودند. در جریان تهاجم موسوم به «عملیات شمالی» توسط آلمان، ماه ژانویه سال ۱۹۴۵ استحکامات و برجک‌های این خط توسط متفقین مخصوصاً در منطقهٔ هاتن‌ریترشوفن مورد استفاده قرار گرفت و آلمانی‌ها که این را پیش‌بینی کرده بودند، از تانک‌های شعله‌افکن استفاده کردند.

### پس از جنگ
پس از جنگ اختیار اداره این خط به فرانسه بازگشت و تغییراتی در آن اعمال شد. بهره‌گیری از خط ماژینو با پیشرفت فرانسه در تولید تسلیحات هسته‌ای در سال ۱۹۶۰ پرهزینه و بی‌فایده گشت. برخی از قسمت‌های بزرگ آن تبدیل به مراکز فرماندهی شدند و هنگامی که فرانسه در سال ۱۹۶۶ از عضویت پیمان نظامی ناتو خارج شد، این خط تقریباً متروکه شده بود. با عقب‌نشینی ناتو از این تأسیسات و تخلیه و تحویل آن به نیروهای فرانسوی،  به عموم مردم واگذار شدند و برخی قسمت‌های قدیمی آن تبدیل به زیرزمین‌های تولید شراب، مزارع تولید قارچ و حتی دیسکو گشتند. علاوه بر آن تعدادی منازل خصوصی نیز بر روی برخی سنگرهای بلوکی ساخته شد.
استحکامات اورجس روچونویلرز تا سال ۱۹۹۰ همچنان به عنوان مرکز فرماندهی نیروی زمینی نگه‌داری می‌شد. همچنین استحکامات اورجس هاچولد برای استفاده نیروی هوایی به صورت فعال باقی‌مانده و به عنوان تأسیسات حفاظت‌شده فرماندهی برای نیروی هوایی نگه‌داری می‌شود.

## نگارخانه

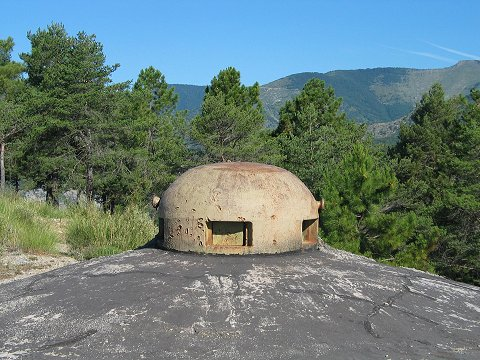
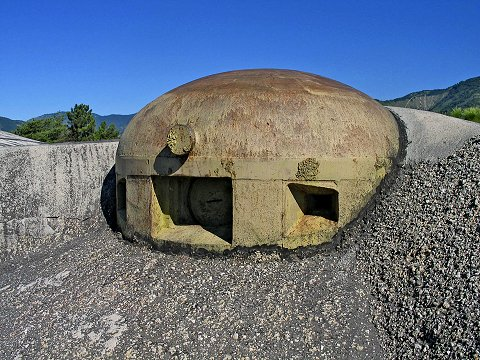
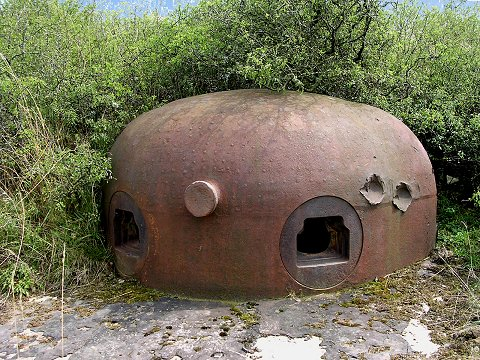
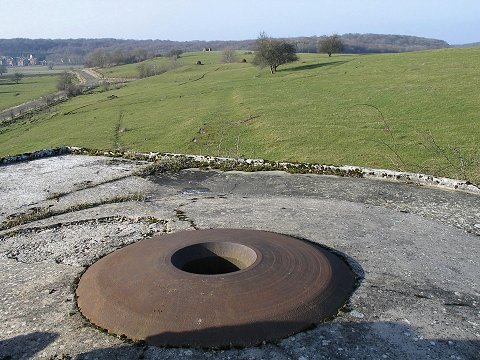
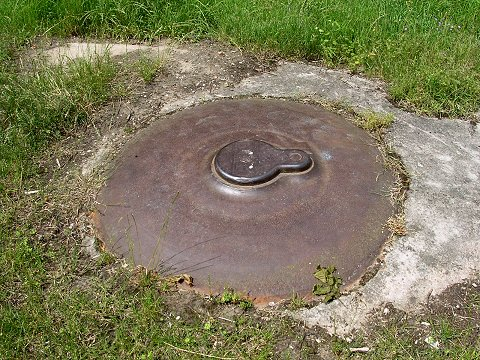
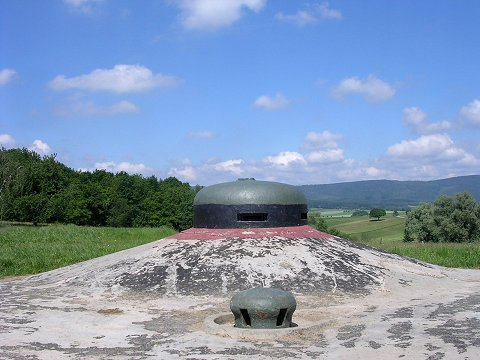